# 82 км (зупинний пункт, Одеська залізниця)
82 кіломе́тр — залізничний колійний пост Знам'янської дирекції Одеської залізниці.
Розташований неподалік від села Олексіївка Бобринецький район Кіровоградської області на лінії Висоцьке — Тимкове між станціями Бобринець (10 км) та Седнівка (24 км).
Станом на січень 2020 року щодня дві пари дизель-потягів прямують за напрямком Знам'янка/Долинська — Помічна, проте не зупиняються.